# Конуси
Конуси (Conus) са многочислен род соленоводни хищни коремоноги мекотели от семейство Conidae.

## Разпространение
Разпространени са в тропичните и субтропичните води на океаните включително и в Средиземно море, но най-голяма концентрация на видове има в Индо-Тихоокеанския регион.

## Описание
Формата на раковината при видовете е почти правилно конична с разлики в оцветяването и размера. Това е и причината за родовото наименование. Най-едрите представители са с големина на раковината от 23 cm.

## Хранене
Охлювите са отровни и хищни. Хранят се предимно с полихети, но някои консумират и риби и други мекотели.